# Совита (Ливорно)
Совита је насеље у Италији у округу Ливорно, региону Тоскана.
Према процени из 2011. у насељу је живело 90 становника. Насеље се налази на надморској висини од 162 м.